# Barend van der Walt
Barend Johannes van der Walt, bekannt auch als Ben van der Walt (* 28. Juni 1914 in Steynsburg, Südafrikanische Union; † 26. März 2002), war ein südafrikanischer Politiker und Administrator von Südwestafrika (Namibia).
Van der Walt studierte an der Universität von Südafrika (UNISA). 1941 trat er der National Party (NP) bei, in der er von 1948 bis 1953 als Vizesekretär tätig war. Im gleichen Jahr wurde er Abgeordneter der südafrikanischen Nationalversammlung, dessen Mitglied er bis 1968 war. Anschließend wurde er als Hochkommissar nach Kanada entsandt und ab 1970 diente er als Botschafter in Portugal. Am 1. November 1971 wurde Van der Walt Administrator von Südwestafrika. Dieses Amt hatte er bis zum 1. September 1977 inne.
Van der Walt war Mitglied des Afrikaner Broederbond. 1961 heiratete er Hercolina Maria Salomina Reyneke.